# گایوس مایسیناس
گایوس کیلنیوس مایسیناس (انگلیسی: Gaius Maecenas; زاده ۶۸ پیش از میلاد – درگذشته ۸ پیش از میلاد) متحد، دوست و مشاور سیاسی آگوستوس (اولین امپراتور روم با نام سزار آگوستوس) و همین‌طور حامی نسل جدید شاعران آگوستوس، هوراس و ویرژیل بود. در طول فرمانروایی آگوستوس، مایسناس وزیر فرهنگ امپراتور بود اما در عوض ثروت و قدرت، تصمیم گرفت به سنای روم وارد نشود و در طبقه سواران باقی بماند.
نام او مترادف است با حامی ثروت‌مند، سخاوت‌مند و روشن‌فکر هنر.